# Agathiphaga queenslandensis
Agathiphaga queenslandensis là một loài bướm đêm thuộc họ Agathiphagidae. Nó được tìm thấy dọc theo đông bắc bờ biển của Queensland, Úc.
Sải cánh dài khoảng 13 mm. Con lớn hoạt động về đêm. Cánh trước có màu đồng nhất không có đốm.
Ấu trùng ăn Agathis robusta. Ấu trùng non có lẽ đục thân cây chủ. Ấu trùng trưởng thành ăn hạt.